# Epiplema lilacina
Epiplema lilacina är en fjärilsart som beskrevs av Moore 1887. Epiplema lilacina ingår i släktet Epiplema och familjen Uraniidae. Inga underarter finns listade i Catalogue of Life.